# Songua
Songua é uma comuna rural da circunscrição de Cutiala, na região de Sicasso ao sul do Mali. Segundo censo de 1998, havia 5 117 residentes, enquanto segundo o de 2009, havia 6 918. A comuna inclui as vilas de Siraquelé e Quilé.